# Paranthrenella
Paranthrenella là một chi bướm đêm thuộc họ Sesiidae.

## Các loài
- Paranthrenella koshiensis  Gorbunov & Arita, 1999
- Paranthrenella albipuncta  Gorbunov & Arita, 2000
- Paranthrenella formosicola (Strand, [1916])
- Paranthrenella similis  Gorbunov & Arita, 2000